# ولایت فاریاب
ولایت فاریاب یکی از ۳۴ ولایت افغانستان است و مساحت آن ۲۰٬۲۹۳ کیلومتر مربع و جمعیت آن ۱٬۱۲۹٬۵۲۸ نفر می‌باشد. این ولایت ۸۱۵ متر از سطح دریا ارتفاع داشته و در شمال غربی افغانستان قرار گرفته که با جمهوری ترکمنستان مرز دارد. فاریاب شامل ۱۵ ولسوالی و بیش از ۱۰۰۰ روستاست. مرکز ولایت فاریاب شهر میمنه است.  فاریاب با ولایت‌های جوزجان، سرپل، غور و بادغیس هم مرز است.

## نام
فاریاب در اصل از پاراب بوده که با گذشت زمان شیوهٔ تلفظ آن در زمان اعراب چون «پ» را «ف» تلفظ می‌کردند، نام این منطقه به فاریاب تغییر کرده‌است. نام قدیمی این شهر میمنه بوده که الان این نام مرکز این ولایت است. فاریاب از دو کلمهٔ «پار» و «آب» گرفته شده‌است که به‌معنی آن طرف آب یا آن طرف دریا است. در افغانستان هنوز این رسم میان مردمان وجود دارد که یک قریه را به نسبت واقع شدن آن در آن طرف دریا، به نام «چپ دریا» یاد می‌کنند. فاریاب به دری به معنی سرزمین آبیاری شده می‌باشد.
در سفرنامه ناصر خسرو بلخی حکیم معروف که سفر معروف خود را از جوزجان شروع می‌کند، از فاریاب به عنوان باریاب یاد می‌شود. چنانکه خود می‌گوید:
روز پنجشنبه، نیمه دی ماه پارسیان، سال بر چهارصدوچهارده یزدجردی، سروتن بشستم و بمسجد جامع شدم و نماز کردم و یاری خواستم از خدای تعالی بر آنچه که بر من واجبست. پس از آنجا به شبورغان رفتم، شب بدیه باریاب بودم و از آنجا براه سمنگان و طالقان به مروالرود شدم.— سفرنامه ناصر خسرو

## پیشینه
فاریاب شهری باستانی و تاریخی  است که توسط ساسانیان تأسیس شده بود. در دوران اسلامی فاریاب بخشی از آریانا محسوب می‌شد. به نقل از ابن الندیم این شهر زادگاه فیلسوف مشهور اسلامی، ابونصر فارابی و زبان‌شناس اسماعیل جوهری است. در دوران اسلامی فاریاب بخشی از خراسان بزرگ محسوب می‌شد.
قدمت مکتوب شهرنشینی میمنه و اندخوی به ۲۵۰۰ سال پیش از میلاد برمیگردد. یهودیان که از دست نبوکدنصر از اورشلیم فرار کرده بودند، در سال ۵۸۶ قبل از میلاد وارد محدوده میمنه و اندخوی شده آنجا استقرار یافتند. در آن زمان فاریاب تحت کنترل هخامنشیان بود، که بعد از حمله اسکندر مقدونی جای خود را به دولت یونانی بلخ داد.
دوران یونانی فاریاب با فتح شمال افغانستان توسط مسلمانان عرب بین سالهای ۶۵۱ الی ۶۶۱ میلادی پایان یافت. در سال ۹۰ هجری، نیزک بادغیس، ترسل‌شاه ولایت فاریاب همراه با گوزگان شاه گوزگانان، اسپهبد بلخ، سهرک‌شاه تالقان، تگین شاه کابل و جیغویه شاه تخارستان علیه قتیبه بن مسلم قیام کردند تا او را از ولایتداری خراسان بر اندازند.
در این هنگام فاریاب به میدان جنگ مبدل شده بود و در نتیجه دین اسلام، جایگزین آیین‌های زرتشتی، بودیسم، مسیحیت و یهودیت شد. پس از اسلام سلسله‌های مختلفی اسلامی مانند صفاریان، سامانیان، غزنویان سلجوقیان و غوریان در این منطقه حکمرانی نمودند.
تاریخ فاریاب در قرن یازدهم، این بار با حمله مغولان، تحت سلطه چنگیز خان و فرزندان وی، رقم خورد. هنگامی که آنها از شمال به این منطقه تاختند، شهرهایی مختلفی از جمله میمنه مورد را ویران کردند، جمعیت آن را به قتل رساندند، غلات، مزارع و حیوانات شان را به غنیمت گرفتند و کاملاً آنجا را نابود کردند. پس از مغولان، تیموریان شیبانیان و بابریان بترتیب الی قرن هجدهم بر منطقه فرمانروایی نمودند.
در سال ۱۷۴۸ فاریاب بدست احمد شاه درانی فتح شد و بخشی از امپراتوری درانی شد. در طی سه جنگ افغان و انگلیس که در قرون ۱۹ و ۲۰ صورت گرفت، این منطقه از دست انگلیسی‌ها در امان ماندند. طی اصلاحات ادارای ۱۹۳۰ که توسط شاه امان‌الله صورت می‌گرفت محدوده فاریاب به میمنه معروف بود که از توابع حکومت کلان ترکستان به مرکزیت مزار شریف به‌شمار می‌رفت. در سال ۱۹۶۴ فاریاب به ولایت تبدیل شده و از میمنه به فاریاب مسمی گشت.
در طول جنگ‌های داخلی در دهه ۹۰، نبرد با طالبان بیشتر بین ولایات بادغیس و هرات بود، اما در پی سقوط هرات در اواسط دهه نود، اسماعیل خان حاکم آنجا به فاریاب گریخت که با خیانت عبدالملک پهلوان روبرو شد.
در ماه مه ۱۹۹۷، عبدالملک پهلوان پرچم طالبان را بر فراز میمنه برافراشت و طرف خود را تغییر داد و حمله مجدد طالبان را از غرب آغاز کرد. طالبان پس از یکسری تغییر بیعت‌ها و درگیری با ملک، از منطقه عقب‌نشینی کردند، اما در سال ۱۹۹۸ گروه ۸۰۰۰ نفری طالبان از طریق فاریاب، مقر عبدالرشید دوستم را در شبرغان همسایه تصرف کردند.
ولایت فاریاب از زمان سقوط دولت طالبان در اواخر سال ۲۰۰۱ یکی از مناطق صلح آمیز در افغانستان بوده‌است. پروژه‌های اخیر توسعه در این ولایت بر گسترش پتانسیل کشاورزی این منطقه، به ویژه جنگل داری مجدد مناطقی که در گذشته نه چندان دور برهنه شده بود، آغاز گردید.
در سال ۲۰۰۶ گزارش شد که گروه‌های مسلحی تحت امر عبدالملک پهلوان افغانستان به بی‌ثباتی منطقه کمک می‌کند. نیروهای امنیت ملی افغانستان شروع به جستجو نمودند و به آرامی کنترل منطقه را به دست گرفتند. مرز افغانستان و ترکمنستان توسط پلیس مرزی افغانستان حفظ می‌شود در حالیکه بقیه ولایت توسط پلیس ملی افغانستان که آموزش دیده ناتو هستند محافظت می‌گردند.

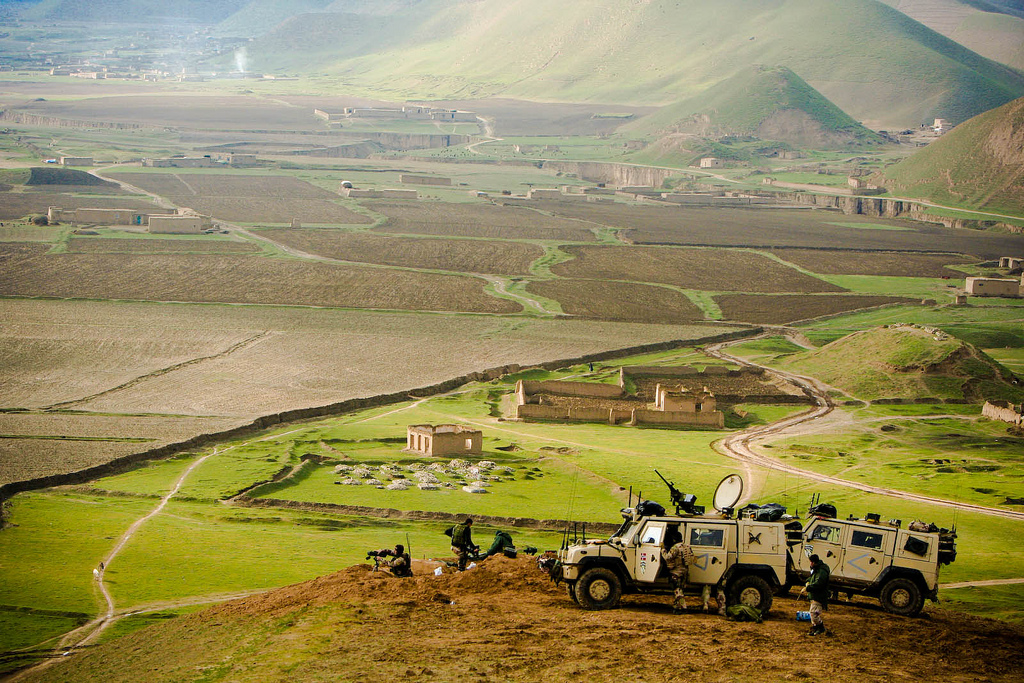
اعضای تیم بازسازی ولایتی ارتش نروژ در راه ولایت فاریاب. دسامبر ۲۰۰۹

بین سالهای ۲۰۰۶ و اواخر ۲۰۱۴، این ولایت تیم بازسازی ولایتی داشت که توسط ارتش نروژ هدایت می‌شد. مرکز تیم بازسازی ولایتی نروژ در میمنه داشت و همچنین مسئولیت ولسوالی غورماچ به این تیم داده شده بودند.
افغانستان قراردادی با شرکت ملی نفت چین برای توسعه بلوک‌های نفتی آمودریا امضا کرد، پروژه ای که انتظار می‌رود طی دو دهه میلیاردها دلار کسب درآمد نماید. این معامله حفاری و ساخت یک پالایشگاه در ولایات شمالی سرپل و فاریاب را شامل می‌شود و اولین توافقنامه بین‌المللی تولید نفت است که از چند دهه قبل توسط دولت افغانستان منعقد شده‌است. شرکت ملی نفت چین تولید نفت افغانستان را در اکتبر ۲۰۱۲ آغاز کرد و در همان ماه ذخایر عظیم گاز در منطقه اندخوی ولایت فاریاب را کشف نمود.

## جغرافیا
ابن حوقل جغرافیدان مسلمان قرن چهارم هجری قمری طی مشهدات اش از شمال افغانستان دربارهٔ فاریاب چنین می‌نویسد: «فاریاب شهری است از گوزگانان و کوچکتر از طالقان لیکن باغ و آب آن بیشتر و بنایش از گل است. فاریاب مسجد جامع دارد و همه صنایع شهرهای دیگر را داراست.»
فاریاب بیش از ۱۴۵۰ قریه دارد و بنابر گفته‌های مسئولین انکشاف دهات به جز ولسوالی کوهستان، ۱۱۴۰ شورای همبستگی ملی در قریه‌های سایر ولسوالی‌ها ایجاد گردیده‌است.
در فاریاب یک سربند آب وجود دارد که بنام سرحوض یاد می‌شود و آب آشامیدنی و زراعتی باشندگان ولسوالی پشتونکوت و شهر میمنه را تأمین می‌کند. کار ساخت بند آب ولسوالی المار نیز از بودجه وزارت انرژی و آب از یکسال بدینسو آغاز شده و کار سروی چهار بند آبگردان دیگر تکمیل گردیده‌است.

## مردم
جمعیت این ولایت بر اساس آخرین آمار (سال ۱۴۰۰)، ۱،۱۲۹،۵۲۸ نفر بوده است. بیشتر ساکنان فاریاب را تاجیک ها،ازبک‌ها و پشتون‌ها تشکیل می دهند. و در کنار آن  ترکمن‌ها ساکن هستند. زبان رایج این ولایت نیز ازبکی است.
تاجیک‌ها بیشتر در مرکز و جنوب فاریاب ساکن بوده و ازبک‌ها و ترکمن‌ها شمال و غرب ولایت و پشتون‌ها در جنوب غربی در ولایت ساکن می‌باشند.

### مناطق
| منطقه                          | مرکز   | جمعیت   | پهناوری            | شمار روستاها و گروه‌های قومی                                      |
| ------------------------------ | ------ | ------- | ------------------ | ---------------------------------------------------------------- |
| ولسوالی المار                  |        | ۱۲۰٬۰۰۰ | ۱٬۵۲۵ کیلومتر مربع | ۸۶ روستا ۳۰ فیصد ازبک، ۳۰ فی‌صد تاجیک، ۳۰ فیصد پشتون ها ۱۰٪ ترکمن |
| اندخوی                         | اندخوی | 41,656  | 381 km2            | ۸۱ روستا. ترکمن ۴۵٪، ازبک ۳۵٪ و پشتون ۲۰٪.                       |
| ولسوالی بلچراغ                 |        | 41,706  | 1,189 km2          | ۴۴ روستا. تاجیک ۵۵٪ ازبک پشتون ۴۰٪، ترکمن ۵٪.                    |
| ولسوالی دولت‌آباد (فاریاب)      |        | 57,876  | 2,598 km2          | ۵۶ روستا. ازبک ۴۰٪، ترکمن ۳۰٪، پشتون ۲۰٪،.                       |
| ولسوالی غورماچ                 | غورماچ | 52,566  | 2,083 km2          | ازبک ۳۵٪ ، پشتون ۶۵٪.                                            |
| ولسوالی گرزیوان                |        | 72,497  | 1,875 km2          | ۵۴ روستا. تاجیک ۷۰٪، پشتون ۱۵٪، ترکمن ۵٪، ۱۰٪ دیگر اقوام ۵٪.     |
| ولسوالی خان چارباغ             |        | 70,000  | 1,056 km2          | ۱۶ روستا ۶۵٪ ازبک و ۳۵٪ ترکمن.                                   |
| ولسوالی خواجه سبزپوش ولی       |        | 55,000  | 800 km2            | ۸۵ روستا. ۶۰٪ تاجیک ، ۴۰٪ ازبک و ۱۰٪ ترکمن.                      |
| ولسوالی کوهستان (ولایت فاریاب) |        | 53,616  | 2,254 km2          | ۱۳۳ روستا. ۱۰۰٪ ایماق.                                           |
| میمنه                          | میمنه  | ۷۵٬۹۰۰  |                    | ۷۰٪ ازبک، ۲۵٪ پشتون و ۵٪ ترکمن.                                  |
| ولسوالی پشتون‌کوت               |        | 300,000 | 4,000 km2          | ۳۳۱ روستا. پشتون ۹۰٪، ازبک ۱۰٪                                   |
| ولسوالی قرم‌قل                  |        | 98,229  | 2,192 km2          | ۱۹ روستا / ۷۳ نیمه روستاها. ترکمن ۴۰٪، ازبک ۳۰٪، پشتون ۳۰٪.      |
| ولسوالی قیصار                  |        | 237000  | 2,502 km2          | ۱۹۰ روستا. ازبک ۵۰٪، پشتون ۴۰٪ ، ترکمن ۱۰٪                       |
| ولسوالی قرغان                  |        | 27,116  | 797 km2            | ۱۳ روستا. ترکمن ۶۰٪، ازبک ۴۰٪.                                   |
| ولسوالی شیرین‌تگاب              |        | 141,642 | 3,500 km2          | ۱۱۶ روستا ازبک و پشتون و ترکمن                                   |

## اقتصاد
کشاورزی و دامداری فعالیت‌های اقتصادی اصلی ولایت فاریاب است؛ با این وجود فاریاب به خاطر قالی‌ها و گلیم‌های بافته شده خود مشهور است که به‌طور سنتی صنایع دستی تحت سلطه زنان بشمار می‌رود. این ولایت دارای مقادیر عظیم ذخایر گاز طبیعی است که بخاطر نبود راه‌آهن سطح بهره‌وری آن کم است.
معادن نمک هم در منطقه دولت‌آباد وجود دارد و برخی از معادن سنگ مرمر که گفته می‌شود متعلق به عبدالرشید دوستم است همراه با جنگل‌های پسته که پسته باکیفیت تولید می‌کند و بخاطر رنگ و طعم لذیذ خود مشهور است از منابع اقتصادی فاریاب بشمار می‌رود.
- انگور

ولایت فاریاب با داشتن ۱۰ نوع انگور در سال ۱۳۹۹، از ۱۶ هزار هکتار باغ بالغ بر ۶۸ هزار تُن انگور بدست آورده‌است که نسبت به سال قبل ۱۰ درصد افزایش را نشان می‌دهد. ریاست زراعت فاریاب ۷۳۰ هکتار باغ انگور را در سال ۱۳۹۹ احداث کرده‌است و قرار است آنرا به ۲۰۰۰۰ هکتار برساند.

## ترابری
از ماه مه ۲۰۱۴ فرودگاه میمنه برنامه منظم پروازی خود را به هرات آغاز کرد. زیرساخت‌های جاده ای این ولایت در سال ۲۰۰۶ به‌طور کاملاً درهم ریخته بدون حتی یک جاده پخته توصیف شد. اتصال راه‌آهن بین‌المللی کوتاه بین اندخوی و آقینه وجود دارد که سپس به شبکه ریلی ترکمنستان در آتامراد متصل می‌شود.

## ولسوالی‌ها

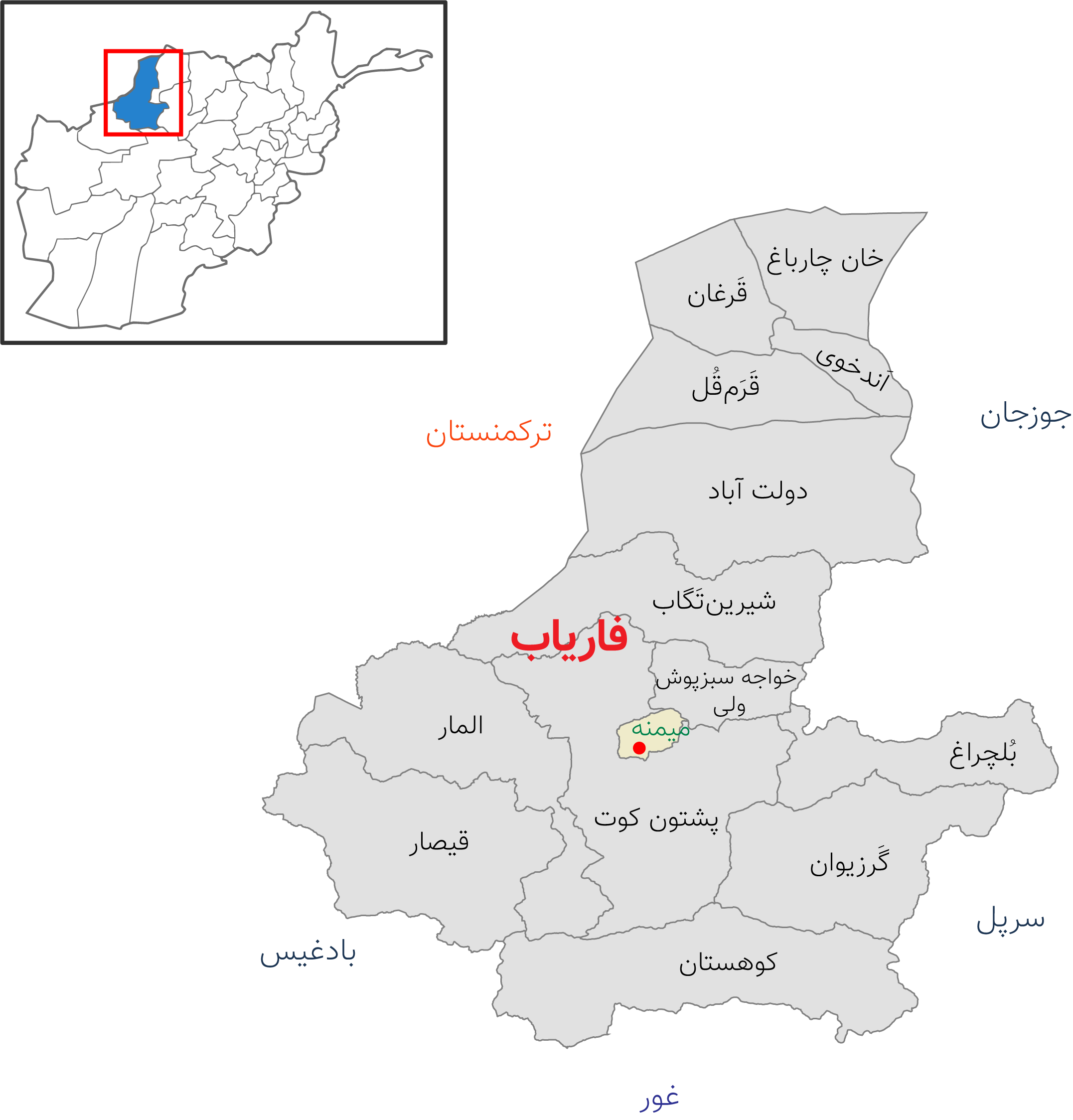
ولسوالی‌های فاریاب

فاریاب دارای ۱۴ ولسوالی می‌باشد؛ این ولایت سه ولسوالی منظور ناشده نیز دارد که هم‌اکنون در حد ولسوالی‌های تمام عیار بوده و شامل چهلگزی، بندر و خواجه موسی می‌شود.
| - اَلمار - اَندخوی - بُلچراغ - پشتون‌کوت - خان چارباغ - دولت‌آباد - خواجه سبزپوش ولی | - شیرین‌تَگاب - قَرغان - قَرَم‌قُل - قیصار - کوهستان - گَرزیوان - میمنه |  |

## نگارخانه

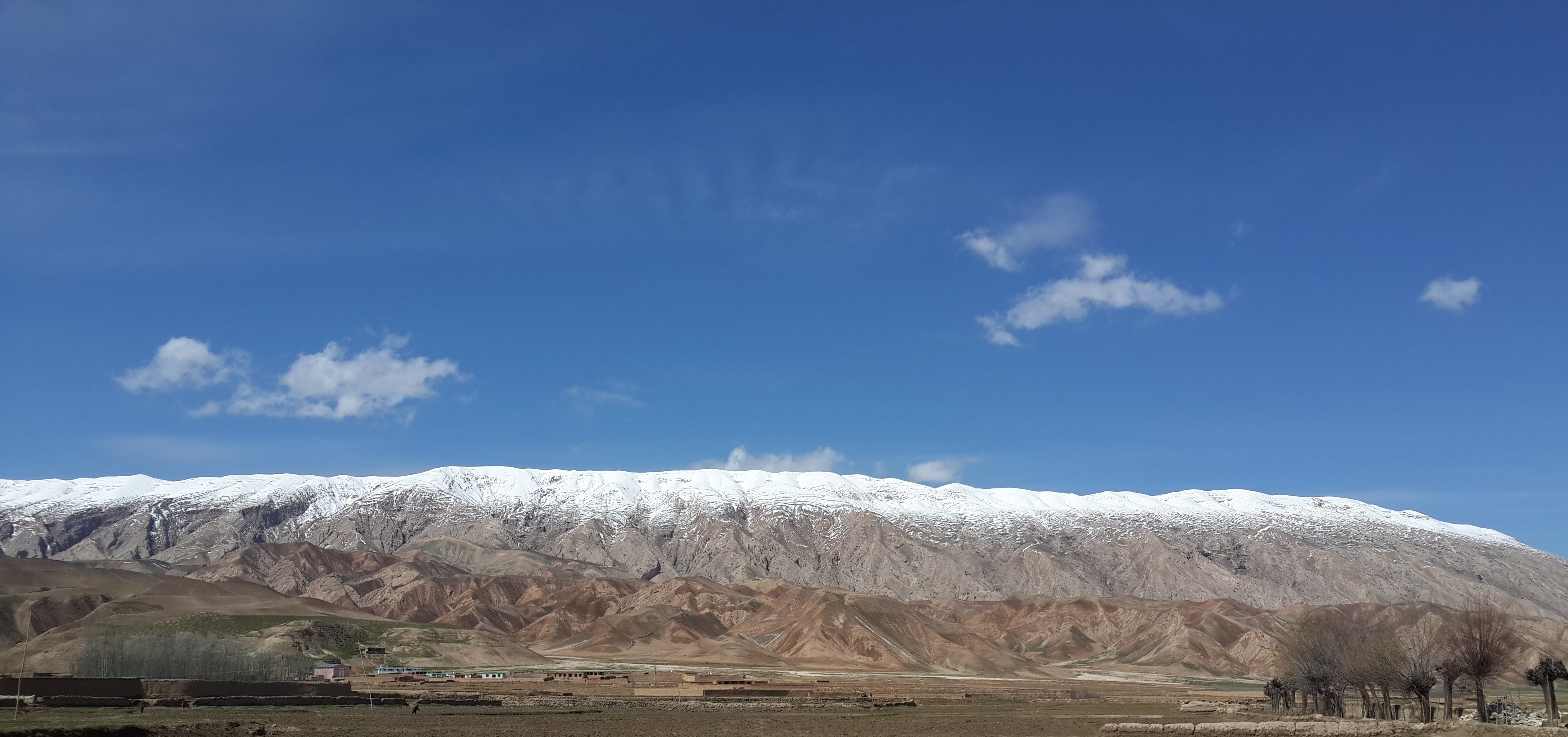
کوی گرد ولسوالی گرزیوان، ولایت فاریاب
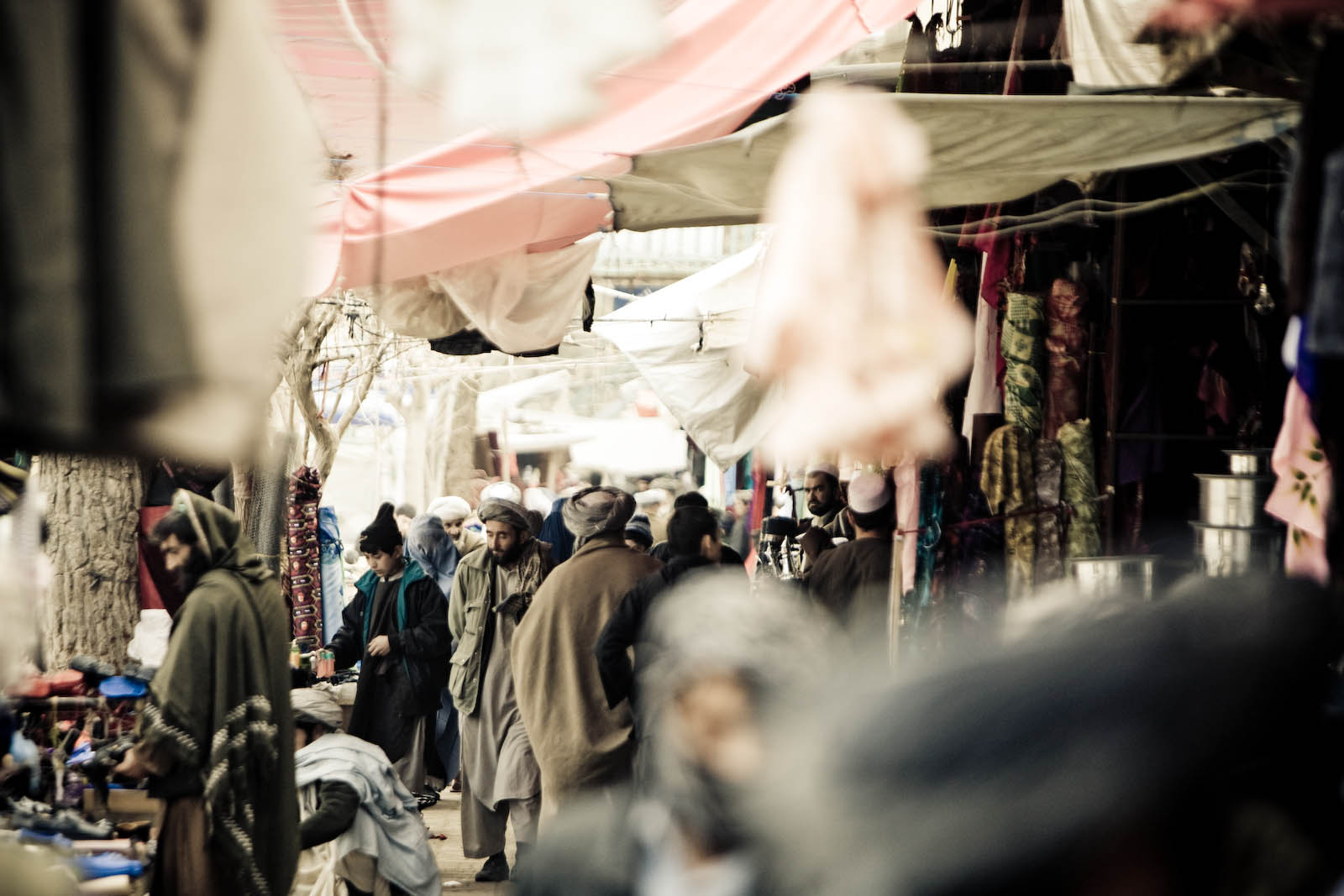
بازاری در میمنه، ولایت فاریاب
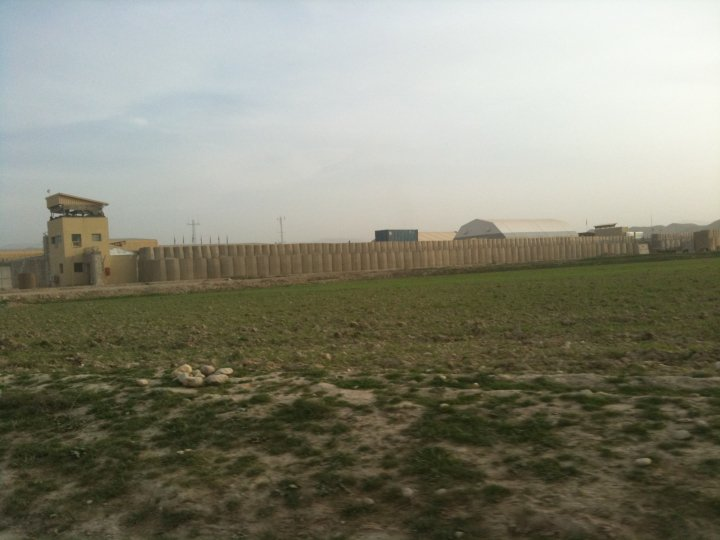
پایگاه ناتو در میمنه، ولایت فاریاب، افغانستان
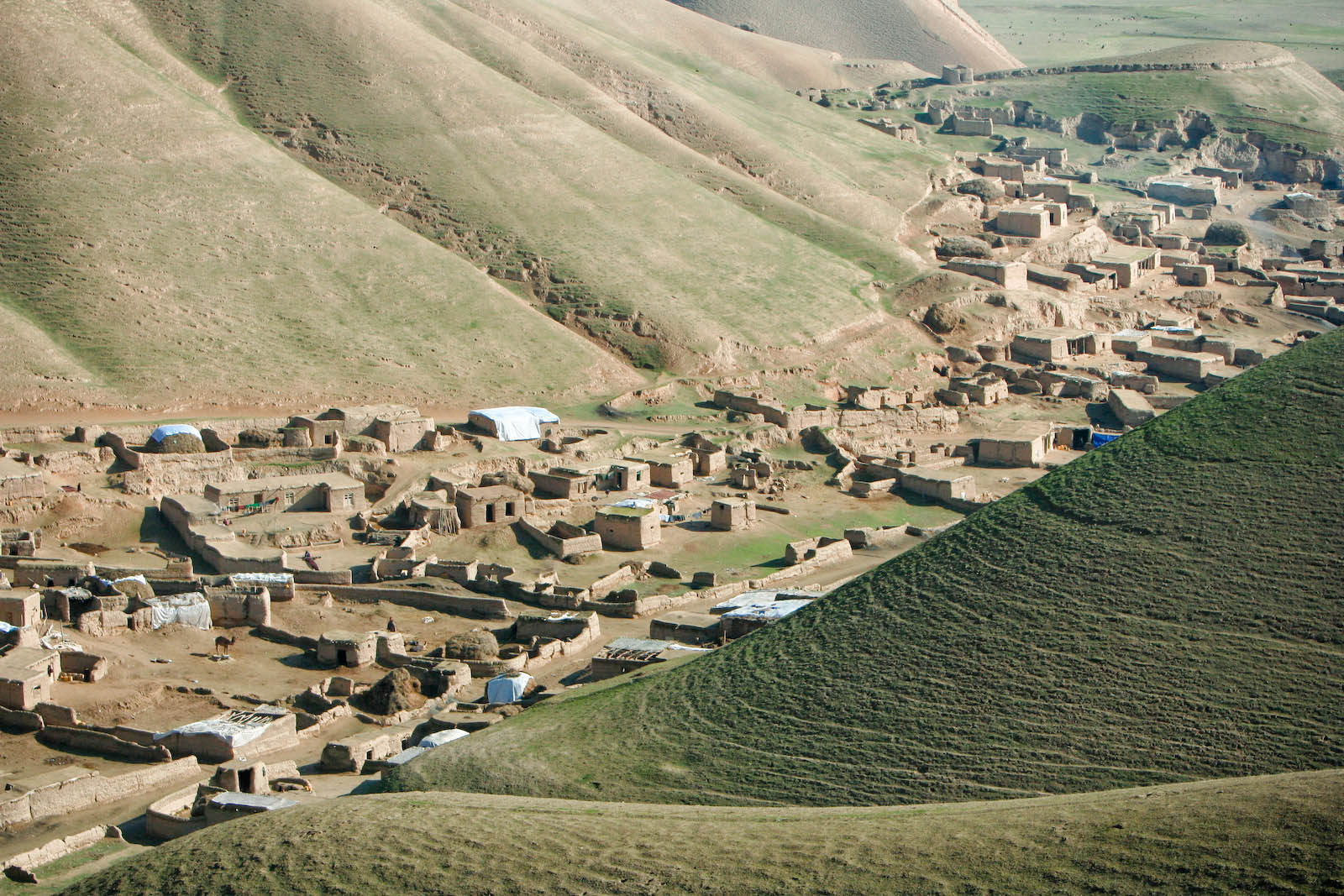
روستایی در ولایت فاریاب، افغانستان
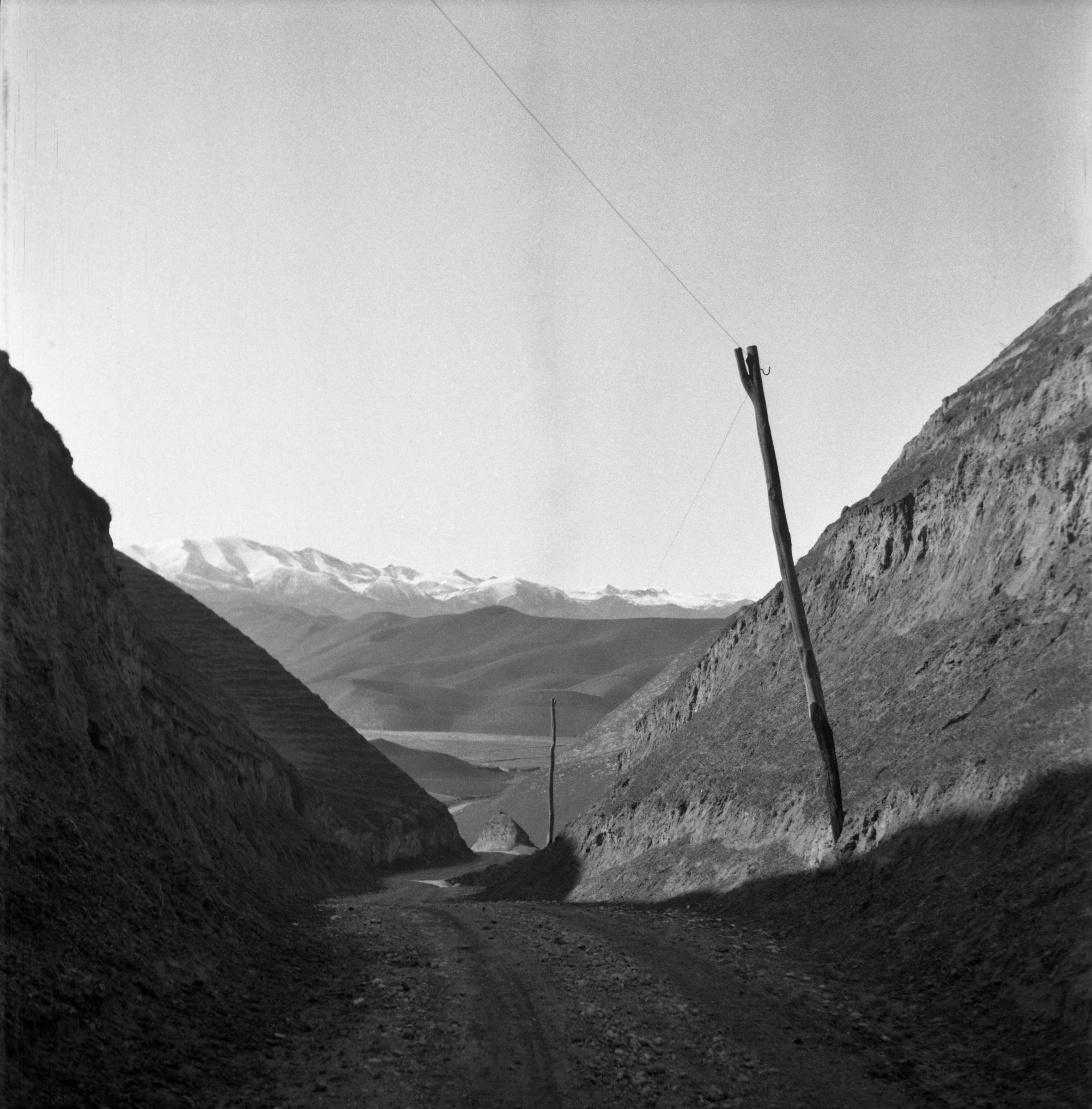
جاده میمنه به هرات
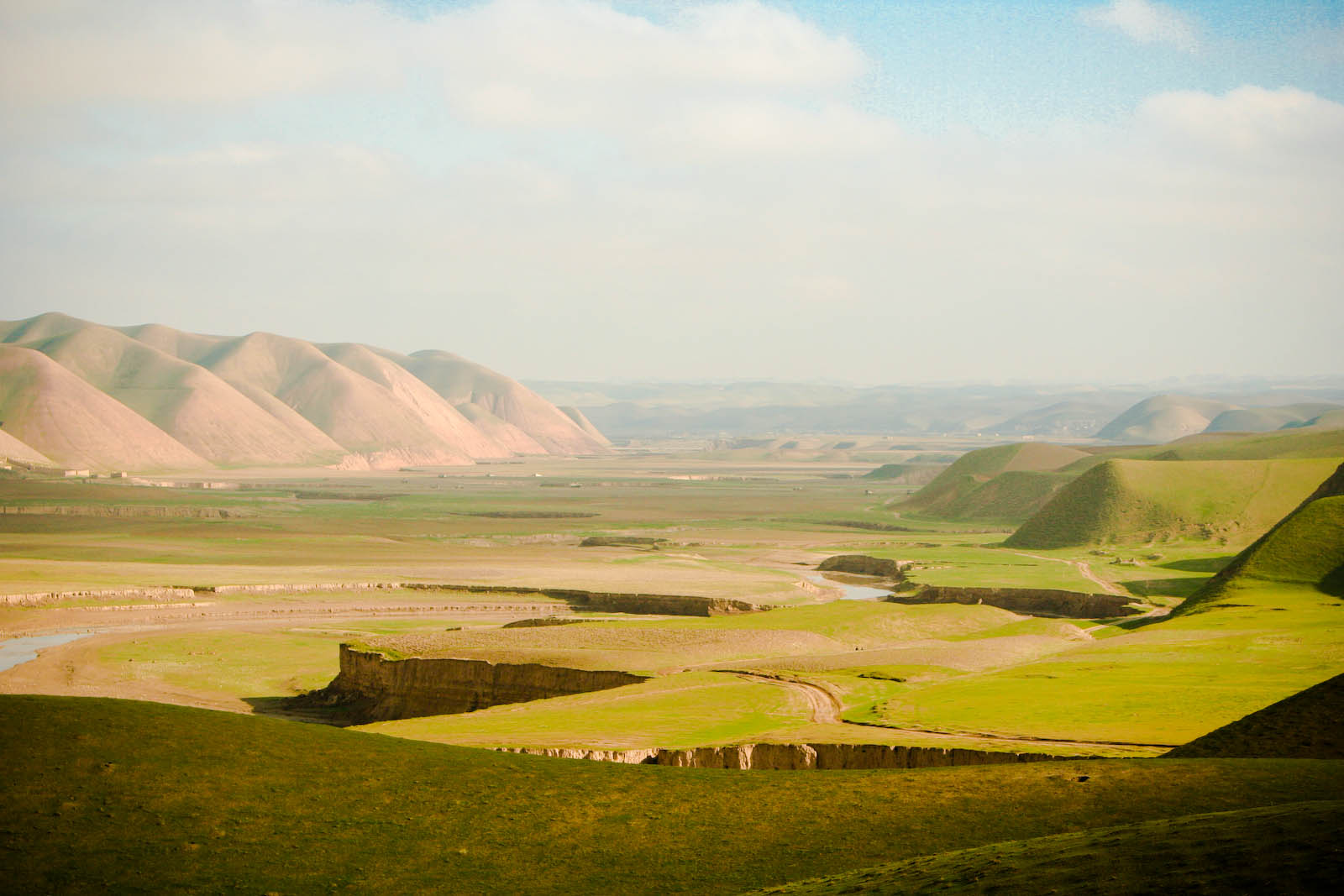
کوهستان و رودخانه در ولایت فاریاب، افغانستان
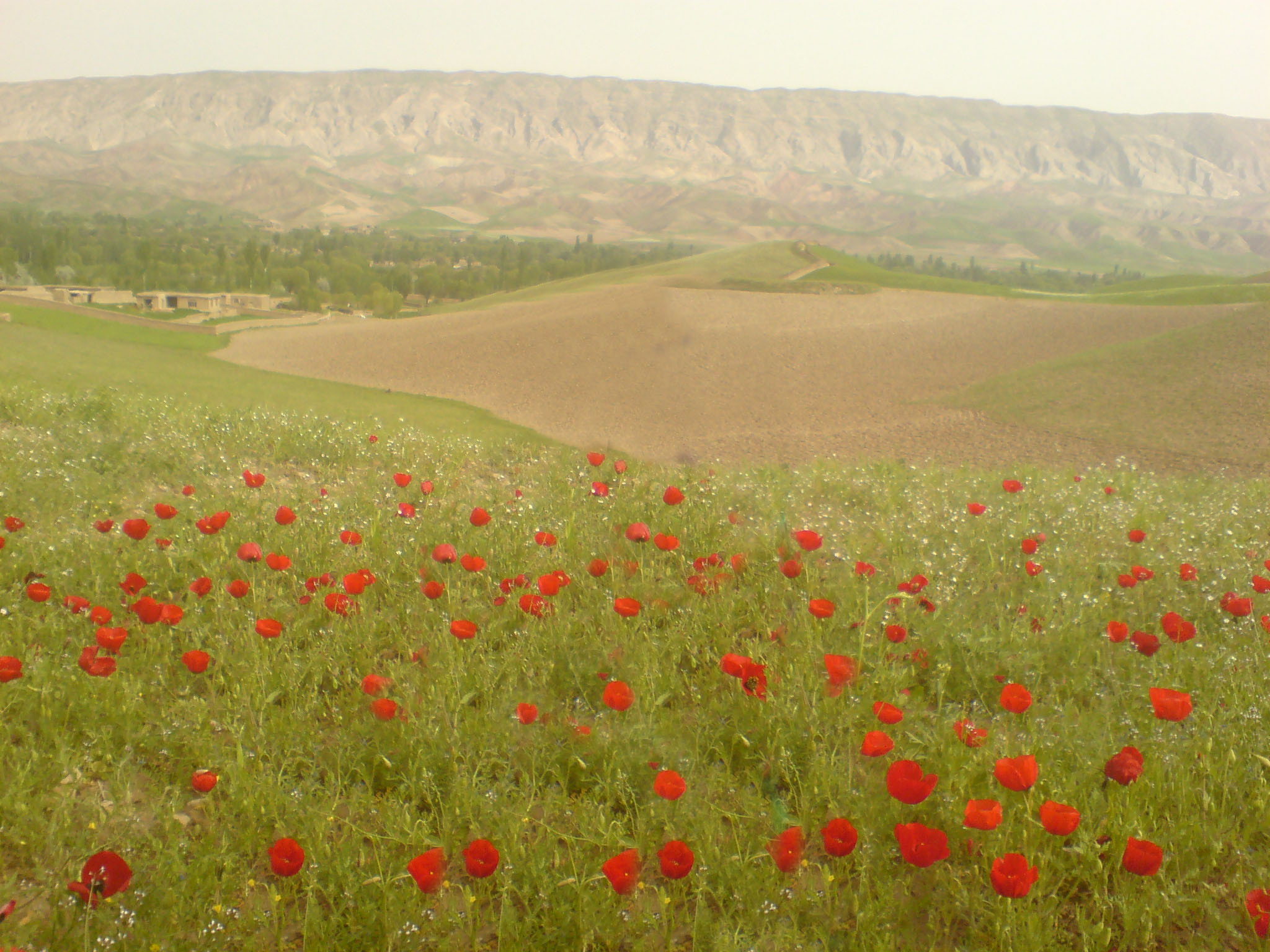
روستای جرقلعه، ولسوالی گرزیوان، ولایت فاریاب، افغانستان
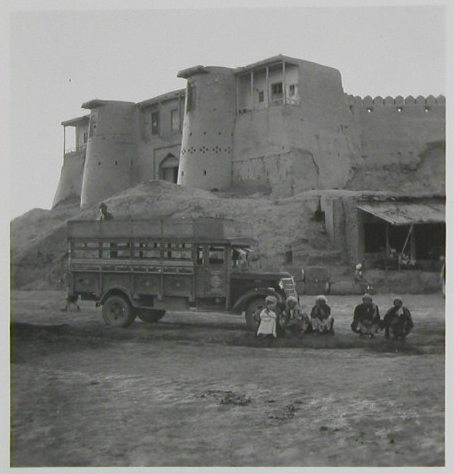
اندخوی، ولایت بامیان، سال ۱۹۳۹ میلادی
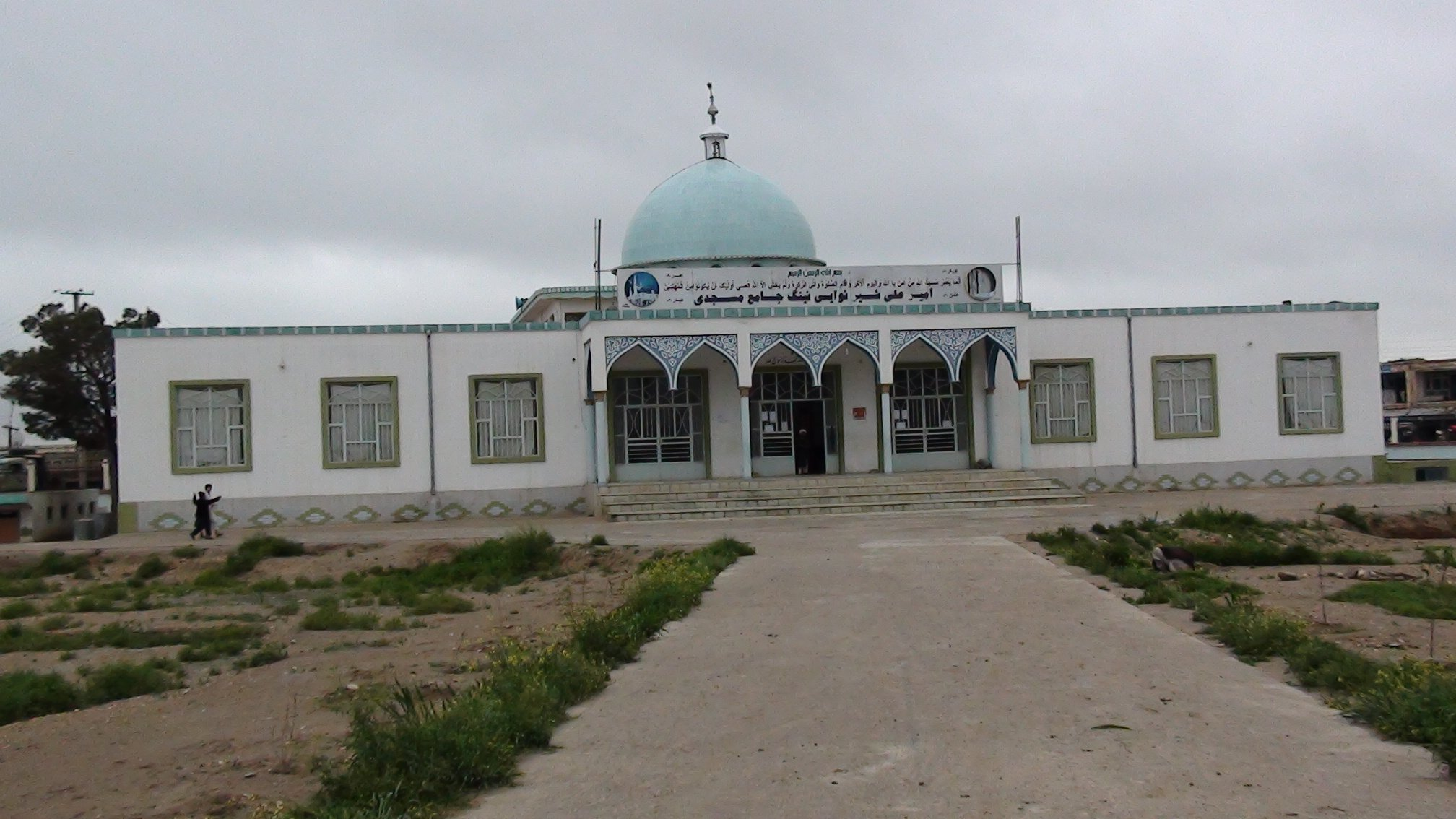
مسجدی در اندخوی، ولایت بامیان، افغانستان
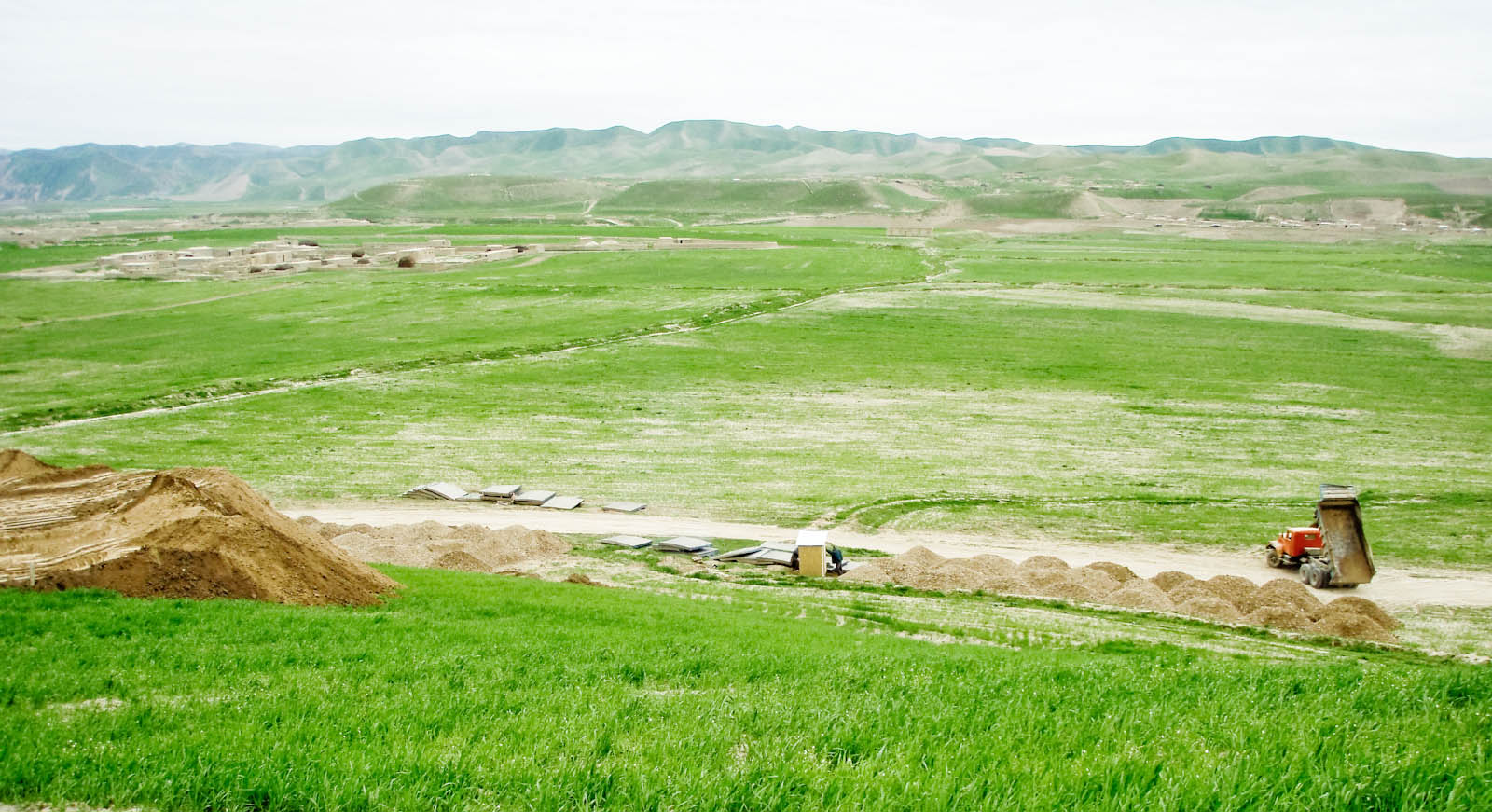
روستای جلایر در ولسوالی شیرین تگاب، ولایت فاریاب
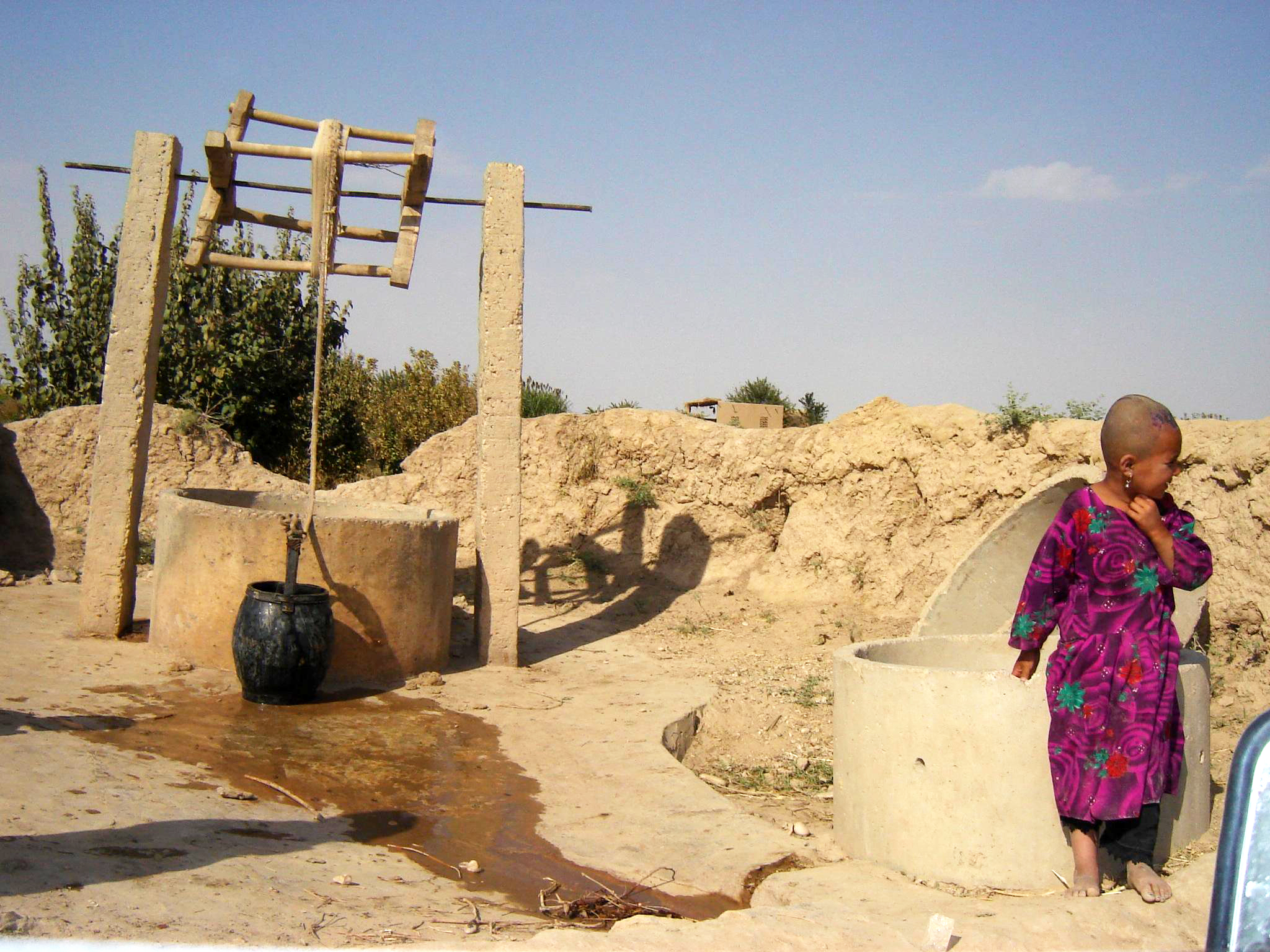
چاه آب در یک روستا در ولایت فاریاب
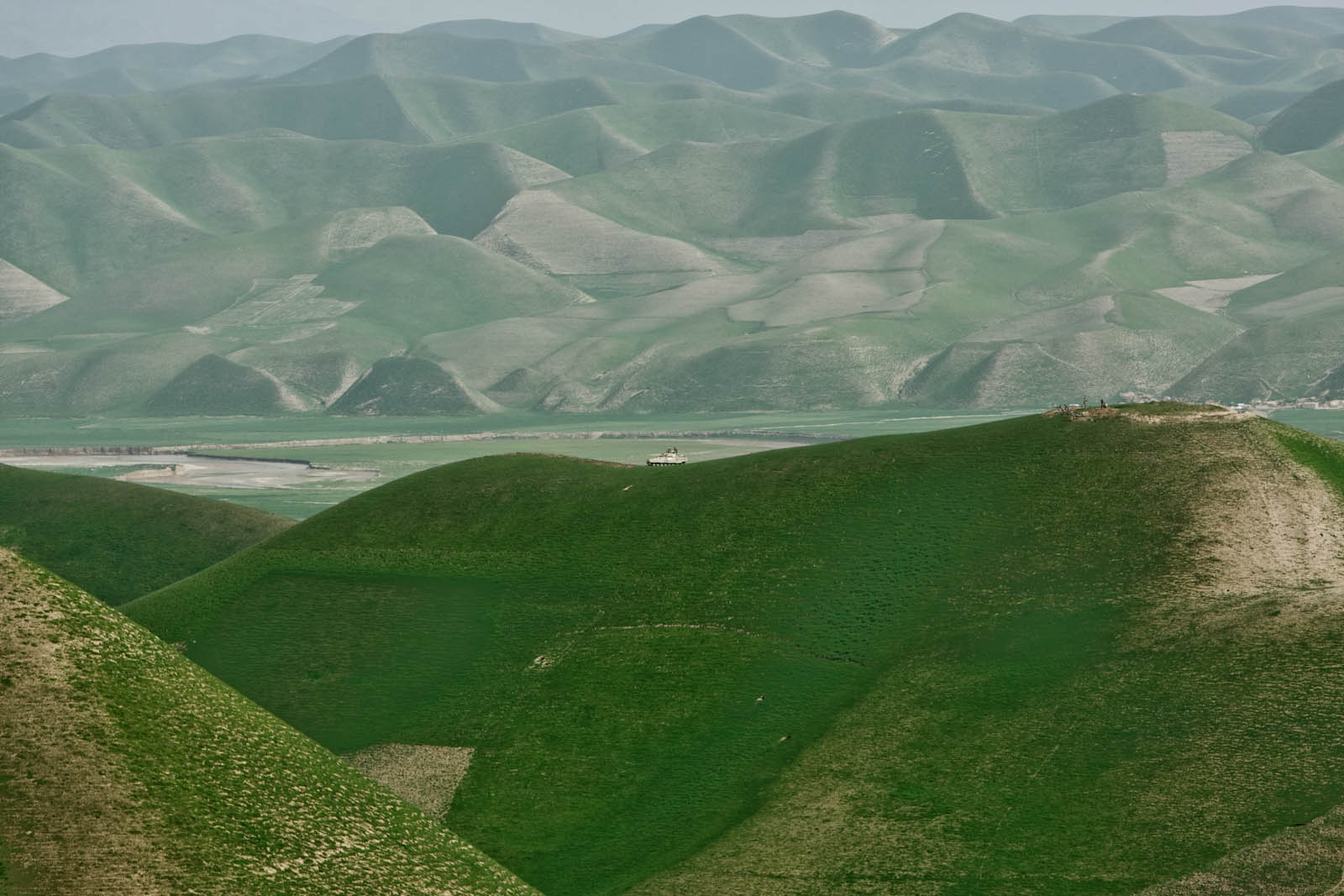
نمایی کوهستانی از ولایت فاریاب افغانستان